# Мандриченко Костянтин Миколайович
Костянтин Миколайович Мандриченко (рум. Constantin Mandrîcenco; нар. 19 лютого 1991, Тирасполь, Молдавська РСР) — молдовський футболіст, півзахисник «Гагаузії-Огузспорт».

## Клубна кар'єра
Вихованець футбольного клубу «Шериф», у футболці якого в 2008 році й розпочав професійну кар'єру. Дебютував у єврокубках 15 липня 2009 року в матчі другого кваліфікаційного раунду Ліги чемпіонів 2009/10 проти «Інтер» (Турку). Загалом у складі «Шерифа» виступав до 2010 року і за цей час зіграв у дев'ятнадцяти матчах і відзначився одним голом. У 2011 році підписав контракт із вірменським клубом «Міка» з Єревану. У складі «Міки» виступав один сезон і за цей час зіграв у двадцяти п'яти матчах та відзначився чотирма голами. Також виступав за інші вірменські клуби, такі як: «Імпульс» та «Уліссес».
У 2012 році повернувся до Молдови та підписав контракт із «Тирасполем» з однойменного міста. У складі «Тирасполя» зіграв лише у чотирьох матчах і в 2014 році перейшов у ще один тираспольський клуб «Динамо-Авто». У 2015 році підписав контракт із самаркандським «Динамо» з Узбекистану. Того ж року повернувся до Молдови та перейшов до «Динамо-Авто».

## Кар'єра в збірній
Зіграв шість матчів за молодіжну збірну Молдови, п'ять з яких — у кваліфікації молодіжного чемпіонату Європи.

## Особисте життя
Батько, Микола Мандриченко, та брат, Дмитро Мандриченко, також професійні футболісти.

## Досягнення
«Шериф»
- Молдовська Суперліга
  -  Чемпіон (2): 2008/09, 2009/10

- Кубок Молдови
  -  Володар (2): 2008/09, 2009/10

- Кубок Співдружності
  -  Володар (1): 2009

«Тирасполь»
- Молдовська Суперліга
  -  Бронзовий призер (1): 2012/13

- Кубок Молдови
  -  Володар (1): 2012/2013

«Міка»
- Кубок Вірменії
  -  Володар (1): 2011

«Імпульс»
- Кубок Вірменії
  -  Фіналіст (1): 2012